# Aleksandar Drenovak
Aleksandar Drenovak (cyr. Александар Дреновак, ur. 30 grudnia 1983 we Vrnjačkiej Banji) – serbski bokser. Dotarł do ćwierćfinału mistrzostw świata w 2011, dzięki czemu zakwalifikował się do igrzysk olimpijskich w Londynie, podczas których odpadł w ⅛ finału, przegrywając z Turkiem Ademem Kılıççım 11:20.